# Dendroceros paivae
Dendroceros paivae là một loài rêu trong họ Dendrocerotaceae. Loài này được C.A. Garcia, Sérgio & J. C. Villarreal mô tả khoa học đầu tiên năm 2012.